# Satonius kurosawai
Satonius kurosawai  (лат.) — вид водных жуков из рода Satonius семейства Torridincolidae подотряда миксофага. Эндемик Японии.

## Распространение
Восточная Азия: Япония. Острова Хонсю (префектуры Айти, Мияги, Naga, Ниигата, Симане, Тоттори, Фукуи, Фукусима, Хёго, Ямагата) и Сикоку (префектура Эхиме).

## Описание
Мелкие водные жуки, длина 1,4—1,7 мм, ширина — 0,9—1,1 мм. Ноги длинные, голени узкие; лапки из 4 члеников; проксимальные тарсомеры короткие, дистальные два тарсомера вытянутые. Брюшко личинок из 9 видимых сверху сегментов. Усики очень короткие, состоят из 9 сегментов. На всех стадиях развития являются водными обитателями, питаются водорослями. Встречаются на мокрых скалах и в быстрых водных потоках.

## Систематика
Вид был впервые описан под названием Delevea kurosawai Satô, 1982, а позднее стал типовым для первоначально монотипного рода Satonius Endrödy-Younga, 1997.